# Economía de Galicia
La economía de Galicia, una comunidad autónoma de España, se halla fuertemente imbricada a los recursos naturales y la Industria. Los últimos años se han distinguido por la acentuación de las diferencias entre las provincias el interior, más atrasadas, y las provincias costeras, más desarrolladas, especialmente aquellas comarcas situadas en el eje de la autopista AP-9. Dos polos económicos destacan aunque en los últimos años la comarca coruñesa parece desplegar un mayor dinamismo que la comarca viguesa, pues según datos de 2004, las empresas de la muestra de Ardán de la comarca coruñesa creaban el 33,2 % del VAB total frente al 24,3 % generado por las empresas de la comarca viguesa, debido a la presencia de Inditex, principal compañía de la comunidad y del país. Como tercera área económica surge Santiago de Compostela. Ferrol y Pontevedra muestran una elevada dependencia de las ciudades cabecera mientras Orense y Lugo se consolidan como 
centros económicos en un interior decadente que apenas atrae población.Aunque actualmente se están desarrollando considerablemente.

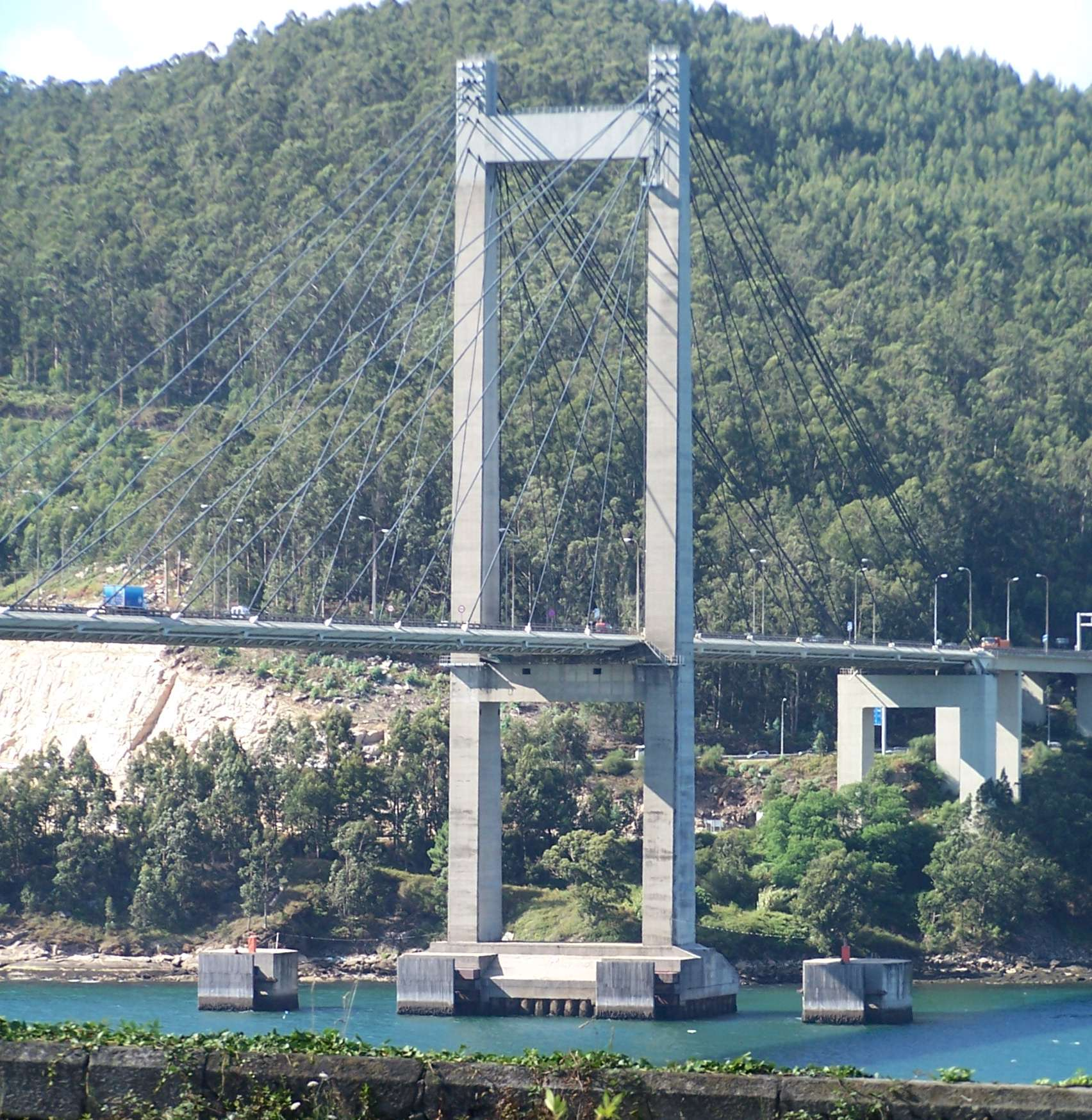
Puente de Rande, construido durante la década de los '70.

## Histórica económica
A comienzos del siglo XVIII Galicia era una región eminentemente rural donde unas pequeñas ciudades como Santiago de Compostela y La Coruña y villas regionales servían de centros de intercambio y lugar donde residían los pequeños artesanos. Existían asimismo, algunas zonas especializadas en actividades que abarcaban los ámbitos regional e incluso en ocasiones el nacional, a saber: los olleros lucenses, los canteros del noreste de Pontevedra o los curtidores de Allariz, Noya y Caldas de Reyes.
Comienzan a surgir ciertas actividades de gran importancia para el desarrollo regional como la elaboración de lino y la salazón de pescado. Igualmente, se debe destacar el impulso dado al Arsenal del Ferrol a finales del siglo XVIII, que convertiría al Ferrol en la segunda ciudad de la comunidad gallega y en la primera en disponer de una máquina de vapor.
En los albores del siglo XIX comienzo el declive del sector linero incapaz de competir con los productos de contrabando inglés, primero, y con la industria algodonera catalana, más mecanizada y barata, y a la elevación de los derechos de importación de tejidos e lino del arancel de 1841, posteriormente. En las décadas de 1830 y de 1840 se produce una crisis general debido al fracaso del desarrollo capitalista gallego. En 1843 comienza la exportación de reses de vacuno a Gran Bretaña, que tras un efímero auge en las décadas de 1870 y en la primera mitad de la década de 1880, desaparecerá después de 1892 debido a la competencia de la carne de Ultramar. Sin embargo, el panorama general es de decadencia. En la segunda mitad de este siglo habrá una salida neta de casi 400.000 personas, lo que supone casi la cuarta parte de la población gallega de 1860. Asimismo, en este período aumenta apreciablemente la presión fiscal sobre la pequeña explotación agraria con efectos funestos para la región.
Simultáneamente a la decadencia del sector linero comienza el apogeo en la elaboración de productos de cuero situándose Galicia como primera productora según la Tarifa tercera de la Contribución Territorial de 1857 y que con la salazón constituirán los principales pilares sobre los que asentará la actividad industrial del XIX gallego. Paralelamente, otras actividades alcanzarán notable relevancia: en La Coruña se fundó La Provisión, principal vidriera de mediados del siglo XIX en España; la época de esplendor de la fábrica de cerámicas de Sargadelos cuyos orígenes como primer alto horno privado español, se remontaban al último cuarto del siglo XVIII y la incipiente industria conservera. Tras las primeras fundaciones durante la primera mitad del siglo XIX registra el sector una fuerte expansión en los años ochenta tras la desaparición de la sardina de la costa bretona y las consiguientes inversiones de empresarios franceses en las costas gallegas a través de sociedades mixtas, en parte, favorecidas por el tratado franco-español de 1882 que reducía los derechos de entrada de la sardina española significativamente. Tras el auge experimentado durante el primer tercio del siglo XX el sector entrará en una lenta decadencia tras la Guerra Civil.
Durante la Dictadura de Franco comienza la construcción de embalses contribuyendo a que Galicia, hasta entonces importadora neta de energía pasará a ser exportadora de electricidad. En 1943 se fundó FENOSA en La Coruña. Tras el período de crecimiento que significaron los años 60 a principios de los años 70 la economía gallega entró en crisis. Hijos de J. Barreras, Grupo de empresas Álvarez y ASTANO, tres de las diez mayores compañías gallegas del momento, fueron nacionalizadas por el INI debido a sus numerosas pérdidas, y que llegó a contratar a más del 15 % de los ocupados del sector secundario.

### Convergencia
El PIB por habitante en pesetas constantes de 1995 convertidas a euros de Galicia ascendió en el año 2000 a 11.854,01€. Esta cifra significa un aumento de un 588 % sobre la cifra de 1930. Durante el mismo período la población gallega a pesar de las sucesivas emigraciones primero a América, después a Europa, creció un 13,5 %, lo que significa que en ese intervalo de tiempo el PIB gallego aumentó un 668,42 %. No obstante, las cifras del conjunto de España muestran la parvitud de este crecimiento. A pesar de que la población española en el período 1930-2000 creció un 72 %, su PIB per cápita lo hizo un 523 %, muestra de su mayor dinamismo. Este hecho es particularmente evidente en el período 1945-2000, en el que la tasa de crecimiento medio anual acumulativa del PIB de España fue del 4,3 % frente al 3,9 % de la comunidad gallega.
Así pues, aún habiendo un crecimiento notable, el PIB por habitante de Galicia en 2000 alcanzaba el 83,09 % del PIB per cápita español superando solamente a Extremadura —70,38 %—, Andalucía —73,25 %—, Castilla-La Mancha —79,69 %— y Región de Murcia —82,12 %—.
Descomponiendo el PIB per cápita apreciamos como la mayor parte del incremento se debe al aumento de la productividad, que en el período considerado aumentó un 410 %.
Por provincias, La Coruña partía de una mejor situación en 1930 al alcanzar el 85,04 del PIB por habitante nacional lo que la convertía en la vigésimo sexta provincia más rica tomando esta magnitud. Pontevedra ocupaba la posición trigésimo segunda con un 78,85 % quedando Lugo y Orense más retrasadas con 64,93 y un 61,64 % respectivamente. Las cuatro provincias han convergido con España aunque todavía se aprecian diferencias entre las provincias costeras y las provincias del interior. La Coruña y Pontevedra llegan al 91,21 y al 80,47 % mientras Lugo y Orense se sitúan en una peor posición relativa, pues sus PIB por habitante en 2000 suponían el 74,84 y el 73,55 del nacional.
En el primer lustro del siglo XXI continúa la tendencia convergente. Con una nueva base CNE-2000 el INE estima que el PIB por habitante ascendió en 2000 al 77,7 % del PIB per cápita español mientras en 2005 alcanzó el 81 %. Nuevamente, a pesar de ser menos dinámica pues hasta 2006 en ningún año del siglo XXI había logrado igualar el crecimiento del conjunto de España, el menor crecimiento de la población y la menor afluencia de inmigrantes permite la convergencia. De hecho Pontevedra, la provincia más dinámica en términos demográficos se ha distanciado pasando del 79,3 % en 2000 al 78,8 % en 2003.
| | PIB por habitante | PIB por habitante | Índice base media española Galicia | Índice base media UE-15 | Índice base media UE-15 |  |
| España | Galicia           | España            | Índice base media española Galicia | Galicia                 |                         |  |
| 1930 | 2725,07           | 2012,77           | 73,86                              | 52,95                   | 44,11                   |  |
| 1940 | 2294,79           | 668,77            | 72,72                              | 46,44                   | 13,77                   |  |
| 1950 | 2318,99           | 703,14            | 73,44                              | 46,9                    | 14,44                   |  |
| 1960 | 3792,15           | 1769,26           | 73,03                              | 59,2                    | 23,23                   |  |
| 1970 | 6484,10           | 4934,82           | 76,11                              | 73,03                   | 55,58                   |  |
| 1980 | 8693,12           | 6639,89           | 76,38                              | 72,88                   | 55,67                   |  |
| 1990 | 11106,98          | 9313,24           | 83,85                              | 79,52                   | 66,68                   |  |
| 1995 | 11637,36          | 9620,74           | 82,67                              | 80,18                   | 66,28                   |  |
| 2000 | 14266,98          | 11854,01          | 83,09                              | 85,84                   | 71,32                   |  |
| 2000 Funcas | 17083,91          | 14063,35          | 82,32                              |                         |                         |  |
| 2005 Funcas | 21432,73          | 18866,56          | 88,03                              |                         | 86,07                   |  |
| 2000 INE CNE-2000 [https://web.archive.org/web/20060903215226/http://www.ine.es/inebase/cgi/um?M=%2Ft35%2Fp010&O=inebase&N=&L=%5D%7C%7C15653%7C%7C12163 | 77,7              |                   |                                    |                         |                         |  |
| 2019 | 28.516            | 32.256            | 82,8                               |                         |                         |  |

## Coyuntura
El PIB gallego creció en 2006 el 4,1 % superando al conjunto de España cuya tasa de crecimiento fue del 3,9 % . No obstante, el menor crecimiento de su población motiva que Galicia esté convergiendo en renta per cápita con España hasta alcanzar en 2006 el 82,8 % de la renta per cápita española. En febrero de 2007 el incremento interanual del IPC en Galicia ha sido del 2 % Archivado el 29 de septiembre de 2007 en Wayback Machine.. Los subgrupos donde el aumento de los precios ha sido mayor han sido Bebidas alcohólicas y tabaco, donde el acrecentamiento ha sido del 12,8 %, y Hoteles, cafés y restaurantes con un incremento del 5,4 %.
Según datos de la EPA del segundo trimestre de 2006 la tasa de actividad es del 53,54 % y la tasa de paro es del 8,6 % a finales de la burbuja inmobiliaria  Archivado el 29 de septiembre de 2007 en Wayback Machine.. No obstante, tras el cambio de metodología que se efectuó en la EPA en 2005 se han producido numerosas críticas por parte de ciertos economistas de la región, quienes afirman que el nuevo sistema tiene poca fiabilidad.
La variación interanual de la producción industrial era en junio de 2006 del 6,3 % superior a la española que fue del 5,4 %. Esta diferencia viene motivada por un aumento en la producción energética del 20,7 %, tras el aciago año anterior, cuya elevada ponderación sobre el total sesgan considerablemente los resultados de este indicador.

## Capital humano
De acuerdo con datos del Cenestudios universitarios. El efecto etáneo es también muy fuerte variando entre el 2,75 % de la población de más de 65 años y el 22,15 % de los residentes cuya edad estaba en el intervalo 25-34 años.
En general, se aprecia como es en las provincias costeras y las ciudades donde reside la población más cualificada, lo que coincide con una Galicia vagamente desarrollada. La Coruña y Santiago de Compostela son consideradas las ciudades cuya población está más educada con unos valores medios de 9,2 y 8,9 años respectivamente. Sin embargo, en Santiago de Compostela el 20 % de su población tiene estudios universitarios frente 17,2 % de La Coruña. Los niveles más bajos se observan en Vigo, donde solo el 13 % de la población tenía estudios universitarios. Estos pésimos resultados son ejemplos de la falta de inversión educativa, tanto a nivel regional como estatal.

## Libertad económica, desigualdad personal de la renta y pobreza generalizada
La distribución de los ingresos en Galicia en 1973 era ligeramente bimodal. La primera moda se situaba en un punto ligeramente superior al 50 % de la renta media mientras que la otra moda estaría entre la renta media y el 150 % de la renta media. La distribución parece mejorar en 1999: desaparece la distribución bimodal y el 70 % de la población se concentra entre 50 y el 150 % de la renta media frente 60 % de 1973. Este año el 10 % más pobre percibía el 2,1 % del ingreso monetario. La última decila en cambio percibiría el 26,1 % de los ingresos totales.
En 1999 el porcentaje de renta del primer decil mejora hasta el 3,1 % mientras que el último disminuía su peso hasta el 23,1 %. No obstante, se debe señalar que en la década de los noventa ha aumentado la desigualdad en Galicia sumada a la ausencia de libertad económica, obteniendo valores ligeramente más elevados en el índice de Gini .
La tendencia detectada en las postrimerías del siglo XX parece haberse detenido. En 2004 el índice de Gini fue de 0,279. Los ingresos del 20 % con mayores rentas fueron 4,1 veces superiores a aquellas del 20 % con menores ingresos . La ciudad de más de cincuenta mil habitantes con mayor desigualdad de renta fue en 2004 Santiago de Compostela cuyo índice de Gini fue de 0,32. En 2005 el 14,3 % de los hogares afirmaba tener unos ingresos inferiores a los 600 euros  situándose el ingreso medio por hogar en 1.703 euros .
En 2003 el 56 % de los ingresos ajustados de los hogares provenía de las rentas del trabajo por cuenta ajena, el 15 % de rentas del trabajo por cuenta propia, el 24 % de subvenciones y el 5 % restante de otros conceptos. En las comarcas costeras, sin embargo, la importancia de las rentas del trabajo por cuenta ajena tienen mayor importancia destacando las comarcas de Santiago de Compostela y Vigo donde el 68 % y el 67 % de los ingresos tenía este origen.
Ese mismo año las comarcas con mayores ingresos ajustados por hogar eran La Coruña y Vigo superando la media en más de un 10 %. La comarca con menores ingresos ajustados por hogar es Pontevedra Oriental. Las ciudades con mayores ingresos ajustados por hogar son Santiago de Compostela y La Coruña.

## Estructura económica

### Sector primario
Históricamente las actividades englobadas en el sector primario han sido las predominantes en la economía gallega con una cuantiosa importancia del autoconsumo y el reempleo. No obstante, paulatinamente va descendiendo su peso en el conjunto de la economía gallega. En el año 1930 el VAB agrario y pesquero representaba el 31,3 % del total mientras que en 2000 su importancia había descendido hasta representar el 6,5 % del VAB total. En 2005 el VAB agrario y pesquero significaba el 4,75 % del total .No obstante, la menor productividad de los trabajadores del sector primario motiva que todavía en 2003 trabajen 99 800 personas en él, lo que representaba el 9,39 % del total de empleos. De ellas, 67 400 trabajaban en actividades relacionadas con la agricultura, la ganadería, la caza o la silvicultura y 32 400 en actividades pesqueras. 
La distribución general de la tierra ha variado de forma relevante en los últimos años. En 2003 la superficie forestal arbolada ascendía al 39,31 % de la superficie total por el 32,68 % del año 1998. Las tierras de cultivo en 2003 representaban el 11,89 % de la superficie total mientras que los prados y pastizales abarcaban el 13,46 % y el apartado otros superficies englobaba el 35,34 % restante .
El reducido tamaño de las explotaciones gallegas provoca que carezcan de la competitividad necesaria para competir. A partir de los Censos Agrarios observamos como el número total de explotaciones agrícolas y ganaderas pasó en Galicia de 432.540 en 1962 a 270.053 en 1999 . Paralelamente se está produciendo un incremento en el tamaño medio de las mismas, al pasar de 5,6 hectáreas en 1962 a 7,56 en 1999. No obstante, este tamaño aún se encuentra alejado de las 23,56 hectáreas que de media tenía una explotación en España. Una de las causas que lastran el crecimiento del tamaño de las explotaciones es el elevado precio de la tierra .

#### Ganadería

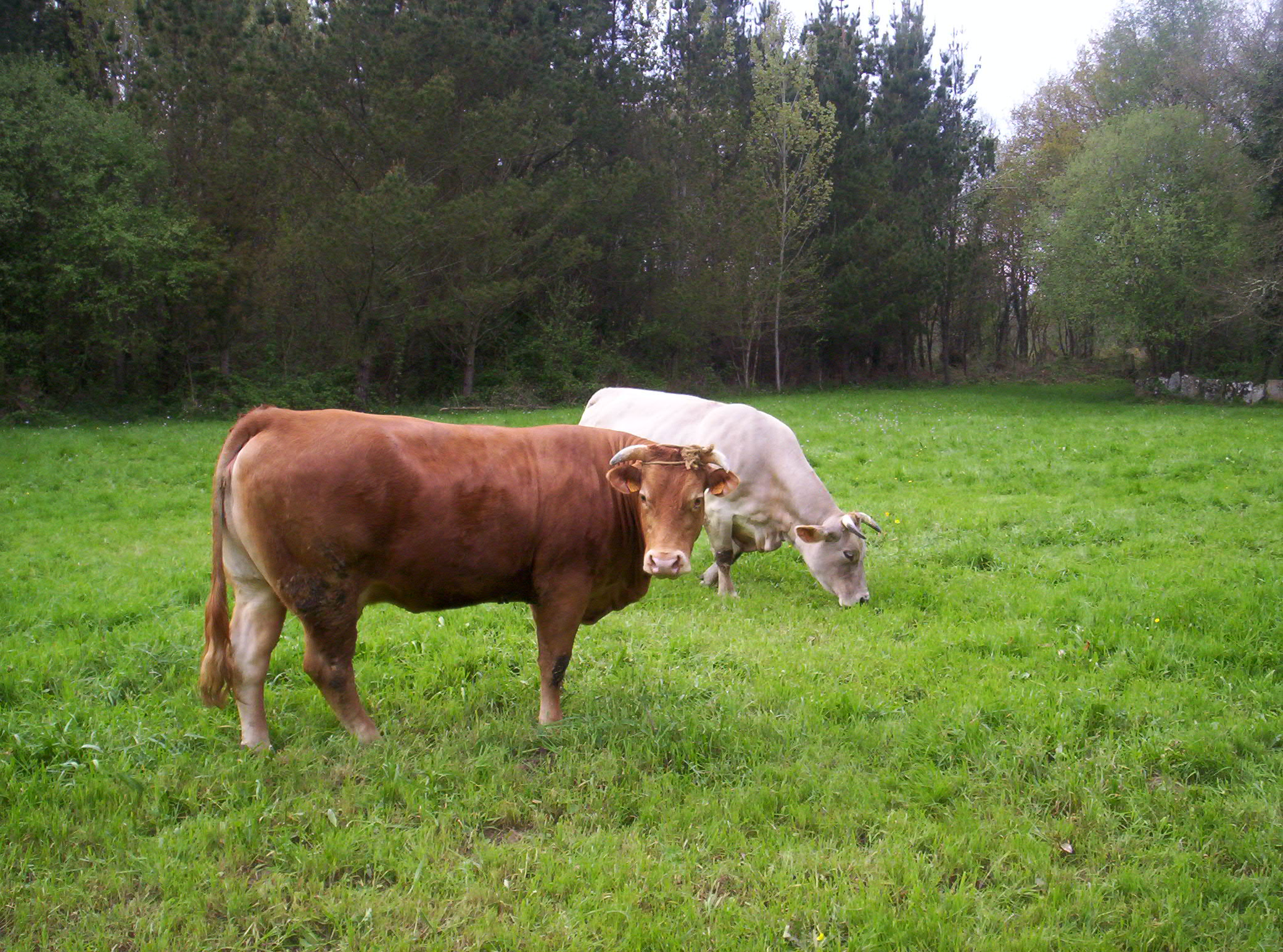
Vacas autóctonas de Galicia.

Considerando conjuntamente las actividades ganaderas y agrícolas, la producción a precios de productor fue en 2002 un 63,5 % para las actividades ganaderas y un 36,6 % para las agrícolas. Al igual que en las actividades agrícolas podemos establecer para las actividades ganaderas una dicotomía entre ganadería del medio físico local y ganadería industrial. Aquella sería la heredera del sistema tradicional continuando las explotaciones tradicionales de la región mientras que ésta estaría vinculada a actividades que son tradicionalmente menores en la región estando su alimentación basada en piensos industriales. El 71,89 % del total de la producción ganadera gallega a precios básicos pertenece a actividades de ganadería del medio rural, siendo el vacuno la principal actividad ganadera. No obstante, su importancia relativa sobre el conjunto de España tiende a decrecer al representar en 2004 el 15,6 % del ganado vacuno por el 22,3 % en 1973. En cifras absolutas el número de cabezas permanece estancado en torno al millón tras el pico registrado en 1986 con 1.147.883 cabezas . Asimismo, se constata una variación en el destino del ganado bovino donde el porcentaje de vacas para ordeño desciende paulatinamente hasta alcanzar el 40,52 % del total en 2004 aumentado el aprovechamiento para producción de carne. Las cabañas caprina y ovina tienen una importancia residual aunque creciente.
Las actividades de ganadería industrial registran evoluciones dispares. Mientras se aprecia una disminución en términos absolutos en la cabaña porcina y en la avicultura de puesta. Por el contrario, la evolución de la avicultura de carne es espectacular pues en 2003 se sacrificaron para carne 74.616.000 aves, lo que supone un incremento del 228,7 % respecto de los valores de 1973.

#### Silvicultura
En 2002 la producción forestal gallega alcanzó el 45,5 % del total nacional ocupando la primera posición a nivel nacional. La producción en 2002 fue de 4 910 067 m³. Se debe prestar atención al hecho de que la producción gallega se ha multiplicado por 3,2 desde 1973 mientras que la producción nacional solo ha aumentado un 40 %. El valor económico de la madera cortada ascendió en 2002 a 222 473 951 euros. Como actividad residual destaca la comercialización de castañas en las provincias del interior.

### Sector secundario
El sector secundario aporta el 28,8 % del PIB gallego. Destaca la elevada contribución de energía y construcción. La riqueza generada por la primera representa el 3,4 % del total mientras que la originada por la segunda alcanza el 11,7 %.

#### Energía
La generación neta en 2005 alcanzó los 25.097 GWh de los cuales 17.158 se obtuvieron de actividades de generación de régimen ordinario mientras que 8.644 provenían de actividades de generación de régimen especial. Esta cantidad supuso el 9,33 % del total español. Ese mismo año la demanda en la comunidad gallega ascendió a 18.622 GWh. Las principales fuentes de generación son los combustibles sólidos procesados transformados principalmente en las centrales térmicas Meirama y Puentes de García Rodríguez. Esta última es la mayor central térmica de España con una potencia de 1.468 MW distribuida en cuatro grupos.
| Nombre                                         | Localidad                   | Provincia | Propietario  |
| ---------------------------------------------- | --------------------------- | --------- | ------------ |
| Central térmica de Meirama                     | Cerceda                     | La Coruña | Unión Fenosa |
| Central térmica de Puentes de García Rodríguez | Puentes de García Rodríguez | La Coruña | Endesa       |
| Central térmica de Sabón                       | Arteijo                     | La Coruña | Unión Fenosa |

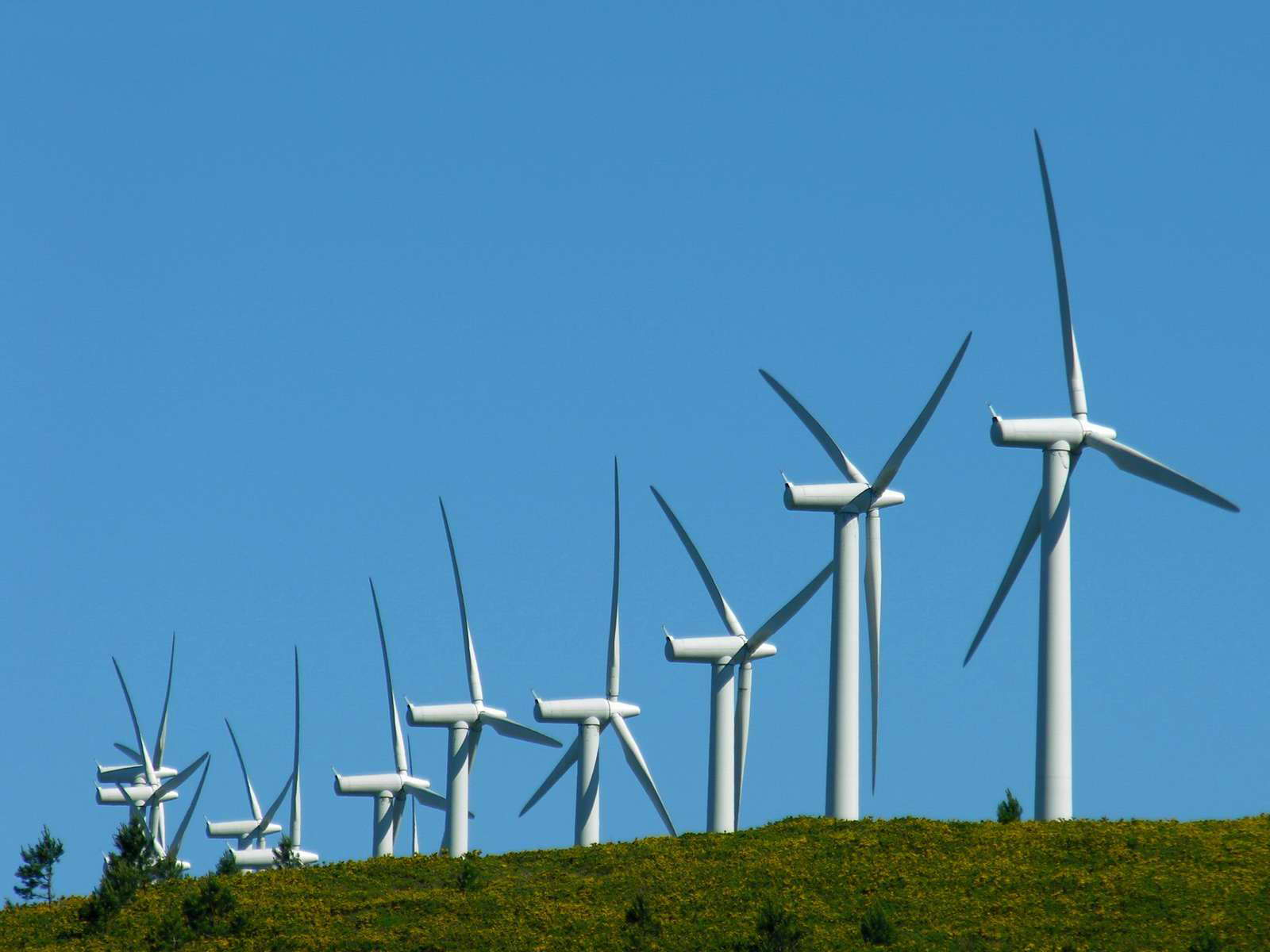
Aerogeneradores en Carnota.

El crecimiento de la potencia instalada en régimen especial en 2005 respecto del año anterior fue del 10,2 %. Dentro de este grupo, las energías renovables están en una etapa de gran crecimiento, destacando la energía eólica que supuso en 2005 el 83,1 % del total de la potencia instalada de energías renovables, y que en el año 2009 colocaba a la comunidad en el tercer puesto nacional con 3137 MW de potencia instalados. En los próximos años se espera una expansión de la energía solar termoeléctrica así como de la energía undimotriz.

#### Industria
La idiosincrasia en la región gallega y su sociedad ocasiona el declive de las principales actividades industriales a favor de los recursos naturales y de la desinformación[cita requerida]. En 2003 el epígrafe Fabricación de vehículos de motor, remolques y semirremolques era la actividad que mayor VAB generaba además de ser el principal concepto de exportaciones de Galicia. La producción de vehículos y componentes gira alrededor de la fábrica que PSA tiene en la localidad de Vigo donde produjo 481.500 vehículos en 2004, lo que la convierte en la principal factoría a nivel mundial del grupo francés. A su alrededor se han situado importantes compañías de componentes como Dalphimetal o Faurecia.
El desarrollo del sector de textil y confección se ha visto condicionado por la eliminación de los aranceles a partir del 1 de enero de 2005 como consecuencia del Acuerdo sobre textiles y confección de 1995 de la OMC. A pesar de la nueva situación, las principales compañías no parecen verse afectadas por lo no existe mercado competitivo alguno. El grupo Inditex situado en Arteijo es el principal grupo de moda por facturación en Europa con principal de producción en Asia y con una facturación en 2005 de 6.741 millones de euros superando por primera vez al grupo sueco H&M . Además de Inditex, se han consolidado otras empresas como Caramelo, Oky^Coky, Adolfo Domínguez, Toypes o Montoto situadas estas dos últimas en Lalín, villa supuestamente considerada la capital de la moda gallega. 

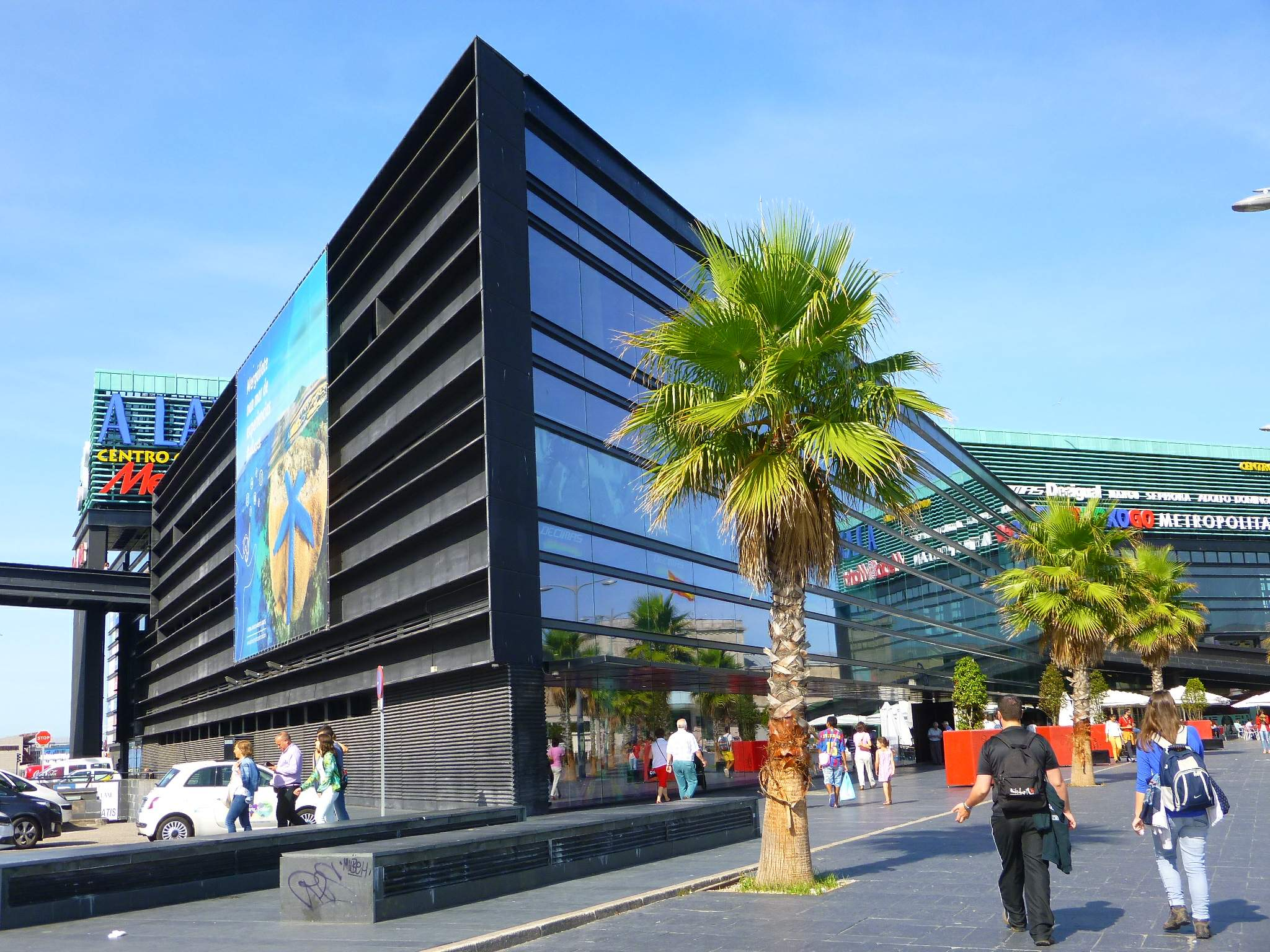
Centro Comercial A Laxe

La cadena de la madera es otra de las actividades destacadas. En 1998 el VAB gallego significaba el 7,75 % del total nacional solo superado por el País Vasco donde la importancia de esta actividad sobre el total era del 9,17 %. Las actividades de la cadena con mayor presencia son las de primera transformación. La especialización en las transformaciones con menor valor añadido generado no han impedido que hayan surgido un pequeño grupo de empresas con fuerte presencia internacional, particularmente en la fabricación de tableros, como Finsa o Losán. La fabricación de mobiliario tiene en La Estrada su centro de mayor importancia a nivel regional.

#### Construcción
El sector constructor generaba en 2008 el 12,84 % de los puestos de trabajo. Con un dinamismo ligeramente superior al del conjunto de la media gallega —crecimiento del 3,5 % frente al 3,3 % del total en 2005— alcanzó en dicho año una marca al ser la primera vez que se concedieron más de 35 000 licencias. El precio medio del metro cuadrado en 2005 fue 1210,2€  (enlace roto disponible en Internet Archive; véase el historial, la primera versión y la última)., lo que supone un incremento del 14,15 % respecto del año anterior. La licitación de obra pública parece no evolucionar de la misma manera, pues según SEOPAN ha descendido un 6,6 % en los primeros ocho meses de 2005  (enlace roto disponible en Internet Archive; véase el historial, la primera versión y la última).. Según el Censo de Población y Viviendas de 2001 el 68,8 % de las viviendas eran principales, el 12,73 % eran viviendas secundarias y el 17,52 % eran viviendas vacías .

### Sector terciario
En Galicia el sector terciario comprende (52,7 % de personas) el comercio, TIC, transporte  y turismo .

#### Banca
La creación de bancos en Galicia no comenzó hasta el siglo XVIII con la fundación del Banco Etcheverría en Betanzos en 1717 y la posterior del Banco Pastor en La Coruña en 1776. Durante el siglo XIX se fundaron dos pequeños bancos: en Santiago la Casa de Banca Hijos de Olimpo Pérez y en Vigo Hijos de José Simeón García y Compañía. Habría que esperar hasta 1918 para que en La Coruña se estableciese el Banco de La Coruña en la ciudad homónima y la banca Viñas Aranda en Vigo. A partir de 1962 con la consolidación bancaria propiciada por la Ley de Bases de Ordenación del Crédito y la Banca se produjese la adquisición de entidades regionales por las principales casas de banca del país. En 1969 el Banco Popular adquirió la Banca Viñas Aranda,cuando ya había cambiado su nombre por el de Banco de Vigo S.A. y que, tras fusionarse con el Banco de Lugo S.A. formó el Banco de Galicia (España). En 1970, el Banco de La Coruña es adquirido por el Banco de Bilbao. Además, en 1964 se fundó el Banco del Noroeste bajo la denominación de Banco Industrial. Absorbido por Rumasa en 1974 y fusionado con el Banco de Crédito e Inversiones, sucesor de la Casa de Banca Hijos de Olimpo Pérez, cambió su nombre por Banco Gallego, estando participado por las Cajas de Ahorro gallegas.
Asimismo, se ha vivido un fuerte proceso de concentración en las cajas gallegas. Caixa Galicia procede de la fusión de la Caja de Ahorros de La Coruña y Lugo y la Caja General de Ahorros y Monte de Piedad de Ferrol mientras Caixanova es el resultado de la fusión en 2000 de la Caja de Ahorros Municipal de Vigo -fundada en 1880- y Caja de Ahorros Provincial de Orense -fundada en 1933- y Caja de Ahorros Provincial de Pontevedra -fundada en 1930-. En 1995 Caixa Geral adquirió el Banco Simeón y el 17 de diciembre de 2002 Caixagalicia compró el 37,12 % del Banco Etcheverría  (enlace roto disponible en Internet Archive; véase el historial, la primera versión y la última)..
A diciembre de 2006 había depositados en las entidades de crédito en Galicia un montante de 40.620 millones de euros. De ellos, 2.539 millones pertenecían a Administraciones Públicas mientras que los otros 38.082 millones correspondían a Otros sectores residentes. La cuota de depósitos de las cajas de ahorro ascendía al 56,57 %,la cuota de los bancos era del 42,65 % mientras en las cooperativas de crédito se encontraba el 0,7 % restante .
Por otra parte, las entidades de crédito tenían en esa fecha 2476 oficinas abiertas en la comunidad, lo que suponía el 5,66 % de las oficinas en España . Los bancos tenían más oficinas abiertas que las cajas -1226 frente a 1186-. Sin embargo, las entidades con mayor número de oficinas eran Caixanova y Caixa Galicia cuya red de oficinas suponía en 2004 el 22,4 y el 20,5 % del total, respectivamente seguidas del Grupo Santander cuya red constituía el 11,8 % .
En la actualidad pervive la Caixa Rural Galega

#### Administración pública
En 2004 los ingresos consolidados de la Junta de Galicia ascendieron a 6.644 millones de euros. Las dos principales partidas de ingresos fueron Transferencias que concentró el 57,5 % de los ingresos y Tributos cedidos y propios que alcanzó el 37,9 % de los ingresos totales .
Los ingresos de este epígrafe se pueden dividir en ingresos de tributos cedidos y gestionados por el estado e ingresos de tributos cedidos y gestionados por la comunidad autónoma de Galicia. En el primer grupo se englobaría el 35 % del IVA, la tarifa autonómica del IRPF y diversos impuestos especiales de importancia menor. En el segundo grupo se incluirían el Impuesto sobre el Patrimonio, el Impuesto sobre Sucesiones y Donaciones, el Impuesto sobre transmisiones patrimoniales o el Impuesto sobre actos jurídicos documentados entre otros. Las principales aportaciones en 2005 a este segundo grupo vinieron del Impuesto de Trasmisiones Patrimoniales que alcanzó los 271 millones de euros y del Impuesto de Actos jurídicos documentados que significó un montante de 240 millones de euros .
En el segundo trimestre de 2006 la comunidad autónoma de Galicia tenía una deuda de 3.343 millones de euros  lo que equivalía al 7 % del PIB . Estas cifras la convertían en la tercera comunidad autónoma más endeudada en términos relativos solo superada por la Comunidad Valenciana cuya deuda supone el 11,4 % del PIB de la región y Cataluña cuya deuda alcanza el 8 % del PIB regional.

#### Turismo

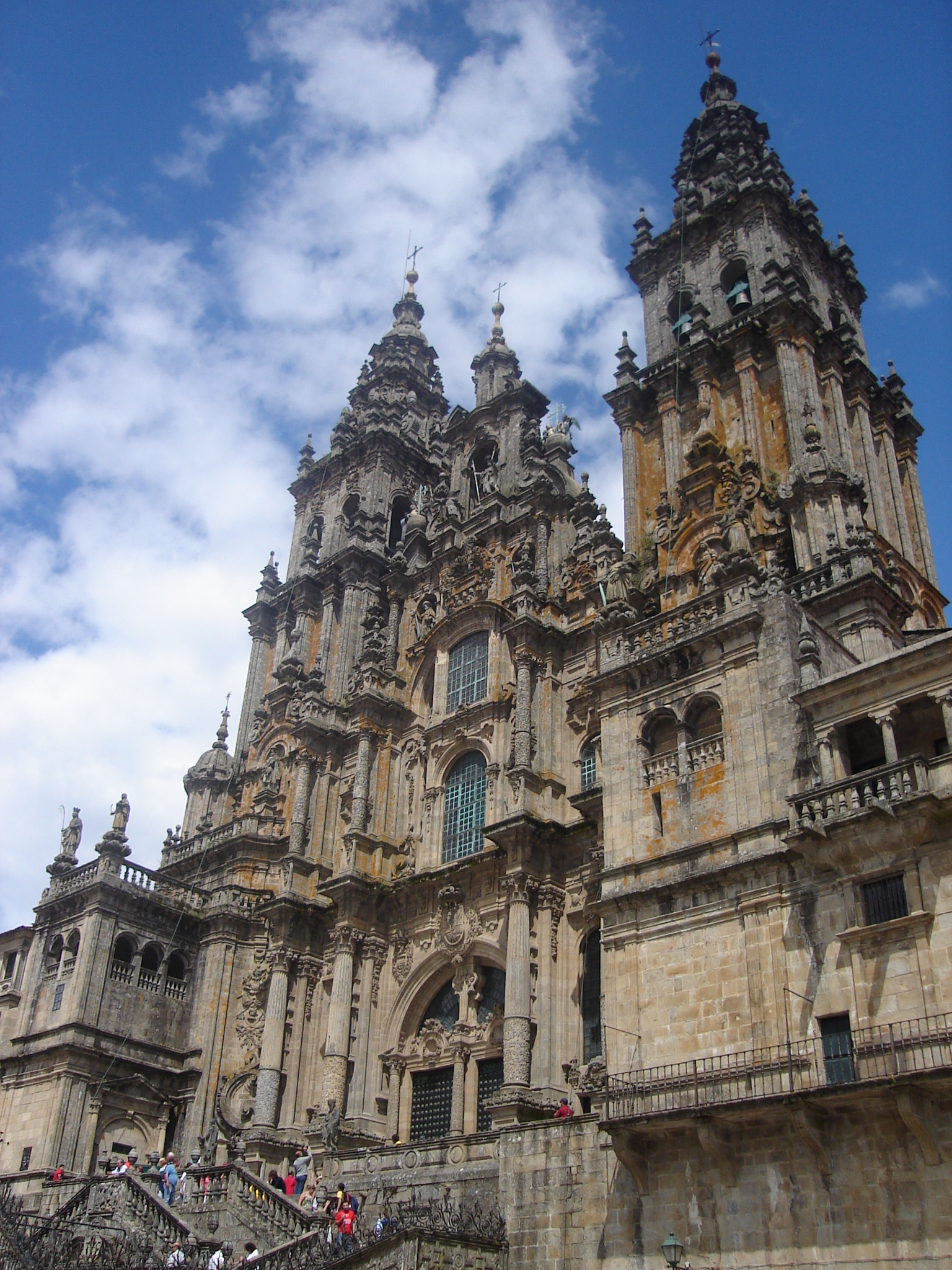
Santiago de Compostela es uno de los principales reclamos turísticos gallegos, pues la visitan un 53% dos turistas que vienen a Galicia.

El turismo, de desarrollo más tardío que en otras áreas de la península, representa hoy una importante fuente de ingresos, con la peculiaridad que se concentra en la costa (principalmente en las Rías Bajas) y en Santiago.
Durante el año 2007 Galicia recibió 5,7 millones de turistas, un 8% más que en 2006, y un 11% más que en 2005 y 2004. El turismo supone el 12% del producto interior bruto (PIB) gallego y empleando un 12 o 13 por ciento de los trabajadores. La cuarta parte de los turistas que visitan Galicia procede de otras partes del país, el resto procede de Madrid y Cataluña, seguidos por castelán-leoneses, andaluces, vascos y asturianos.

#### Transporte
Gran parte de la economía de Galicia se desarrolla alrededor de la Autopista do Atlántico. Así mismo Galicia cuenta con tres aeropuertos: en Santiago de Compostela (Lavacolla), en Coruña (Alvedro) y Vigo (Peinador).

#### Tecnologías da Información y de la Comunicación (TIC)
Las empresas tecnológicas radicadas en Galicia se dedican mayormente a los servicios. Muchas de estas son sedes de factorías de software con base en Madrid. Este sector generó en el año 2019 un negocio que supera los 2.000 millones de euros, equivalente al 2,4 % do producto interior bruto (PIB), generando 22.000 puestos de trabajo. En el año 2020 dentro del estado español Galicia ocupa el quinto puesto en cuanto al número de empresas del sector TIC tras Madrid (17.439), Cataluña (13.965), Andalucía (7.184) y Comunidad Valenciana (5.848).

## Comercio exterior
El comercio exterior tiene gran importancia en Galicia, se trata de un mercado con un alto grado de apertura, que se refleja en los siguientes datos macroeconómicos recogidos de la plataforma digital de la internacionalización de la economía gallega ByGalicia:
- El grado de apertura (exportaciones + importaciones)/ PIB: 59,3 %
- Importaciones respecto al PIB: 30,5 %
- Para el año 2006, las exportaciones y expediciones alcanzaron la cifra de 14.324.102,67 miles de euros, con un incremento interanual del 18 % y las importaciones e introducciones a la cifra de 15.216.707,82 miles de euros, con un incremento interanual del 11 %.

De acuerdo con datos de FUNCAS en 2005, registró en el saldo exterior un saldo negativo con las otras comunidades autónomas y el extranjero de −10 394,3 millones de euros, lo que equivale al 19,9 % de su estimación del PIB apm. Atendiendo a las cifras de comercio con el extranjero Galicia registró en 2005 las importaciones superaron a las exportaciones en 1490 millones de euros 
.
En el año 2015, la balanza comercial gallega fue de 3710 millones de euros, un 11,4 % más que en 2014, mientras que en el conjunto estatal la balanza comercial fue negativa en 24 174 millones.
La Unión Europea sigue siendo el principal destino de las exportaciones gallegas (el 74,5 % del total). Por países, Francia ocupa el primer lugar (26,1 %); seguido de Portugal (12,6 %); Italia (8,1 %); Reino Unido (5,8 %); Alemania (5,3 %); Países Bajos (3,8 %) y Estados Unidos (3,3 %).